# ペトリ・パサネン
ペトリ・パサネン（Petri Pasanen、1980年9月24日 - ）は、フィンランド出身の元同国代表の元サッカー選手。現役時代のポジションはDF。主にセンターバックを務めるがサイドバックとしてもプレーできる。フィンランド代表ではサミ・ヒーピアなどと並んで最も優れた選手である。

## 所属クラブ
- FCクーシュシ・ラハティ 1996
- FCラハティ 1996-2000

→ FCハメーンリンナ (loan) 1997
→ FCハメーンリンナ (loan) 1998
- アヤックス・アムステルダム 2000-2004

→ ポーツマスFC (loan) 2004
- SVヴェルダー・ブレーメン 2004-2011
- FCレッドブル・ザルツブルク 2011-2012
- オーフスGF 2012-2014
- FCラハティ 2014-2015